# 千代紙

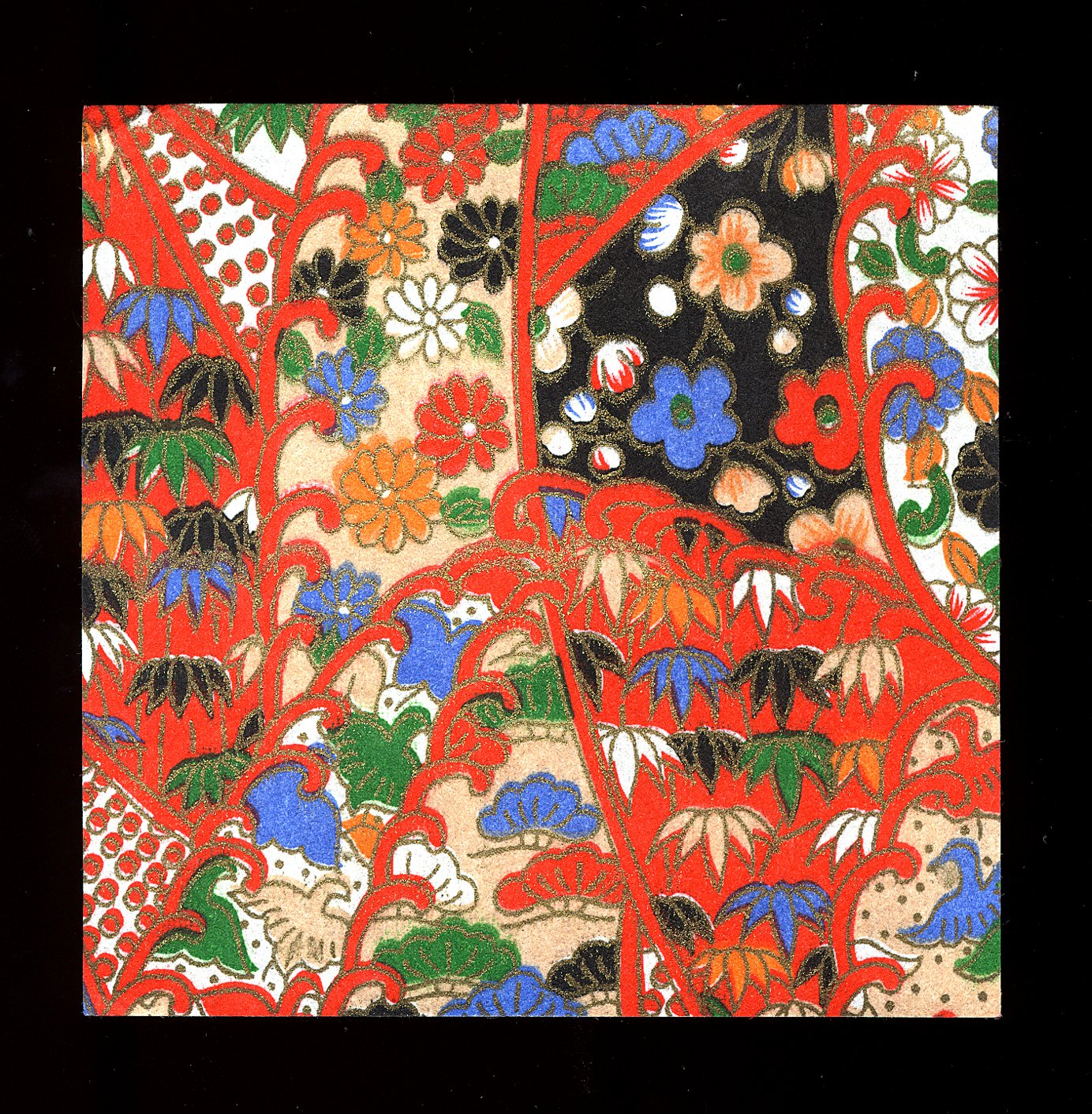
京千代紙

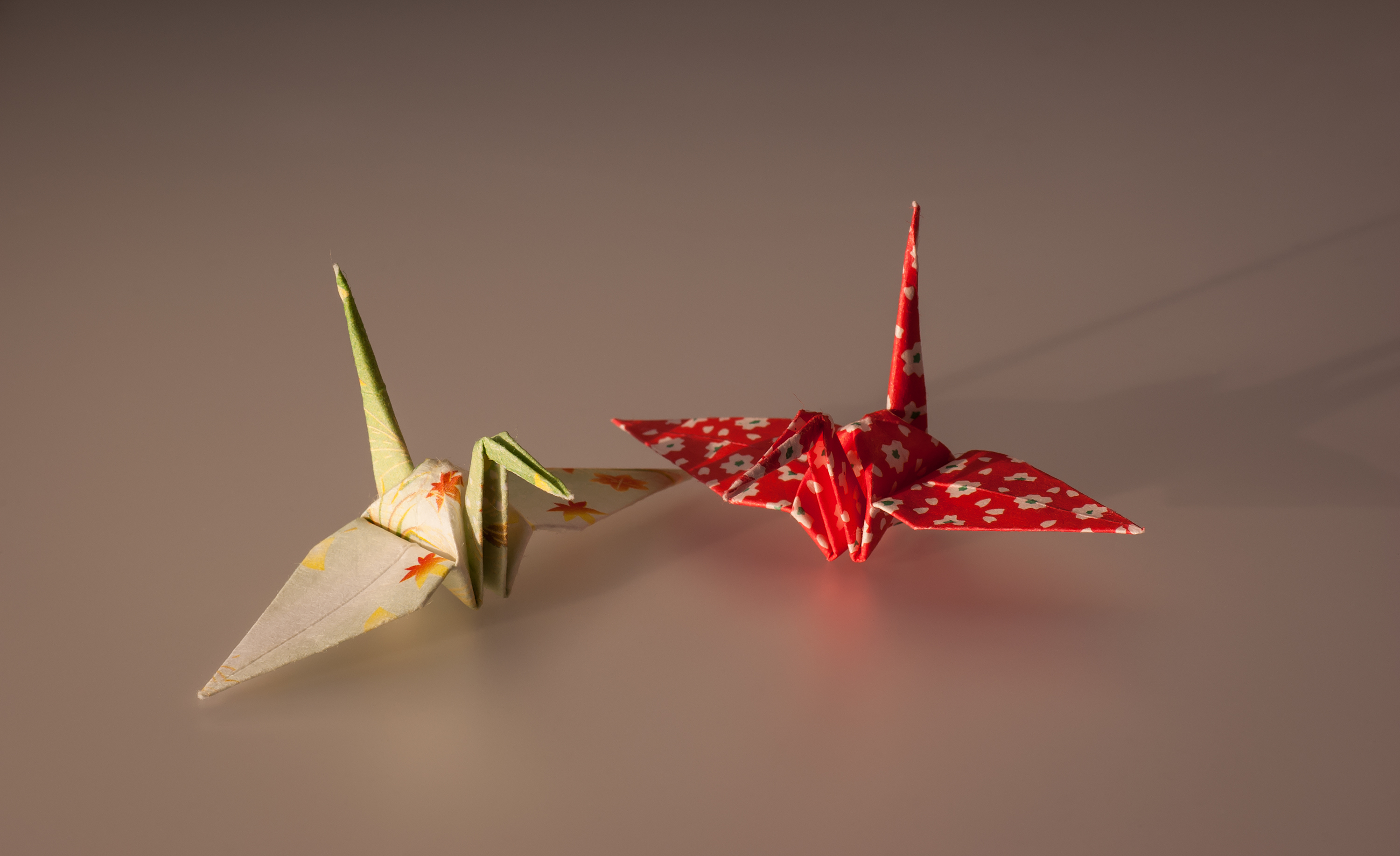
千代紙で作られた折鶴

千代紙（ちよがみ）は、日本の伝統的な遊びである折り紙を作るために使われたり、紙人形の衣装、工芸品や化粧箱に装飾の目的で貼られる、紋や柄の豊かな和紙で作られた正方形の紙である。折り紙と呼ぶこともある。
本項では、洋紙で作られたものを折り紙とし、和紙で作られたものを千代紙として扱う。

## 呼称
日本の伝統的な紋や模様が入っている正方形の紙を指す場合が多く、特に和紙で作られたものを千代紙と呼ぶ。一般的に折り紙と同様の呼ばれ方をする場合も多いが、現代では特に洋紙で作られている正方形の模様が入った紙を「折り紙」、和紙で作られているものを「千代紙」と呼ぶ。
「千代紙」という呼称は、千代姫という女性名から採ったとも、千代田城とも呼ばれた江戸城の大奥で好まれたからともいわれる。

## 作品
- 柴田是真 「千代紙（花くらべ）」 聚玉文庫所蔵
- 河鍋暁斎 「千代紙（菊花）」 聚玉文庫、紙の博物館所蔵
- 清輝(きよてる) 「新板千代紙（淀の川瀬の水車と千鳥）」 多色木版 明治 紙の博物館所蔵
- 樋口銀太郎 「千代紙（麻の葉）」 多色木版 明治 紙の博物館所蔵
- 作者不詳 「千代紙（花丸文）」 多色木版 明治 紙の博物館所蔵
- 作者不詳 「千代紙（霞に桜と紅葉）」 多色木版 明治 紙の博物館所蔵
- 作者不詳 「御好友禅紙」2種 多色木版 明治 紙の博物館所蔵
- 作者不詳 「しんかた千代紙（桜）」 多色木版 明治20年（1887年）ころ 紙の博物館所蔵
- 作者不詳 「新板熨斗包」 多色木版 明治 紙の博物館所蔵
- 作者不詳 「千代紙（雲鶴）」 多色木版 明治 紙の博物館所蔵
- 作者不詳 「千代紙（小菊）」 多色木版 明治 紙の博物館所蔵
- 作者不詳 「千代紙（楓）」 多色木版 明治 紙の博物館所蔵
- 作者不詳 「千代紙（南天）」 多色木版 明治 紙の博物館所蔵
- 作者不詳 「千代紙（紅葉に桜）」 多色木版 明治 紙の博物館所蔵

## 特徴
伝統的かつ通常的な千代紙は、木版で柄や模様を色刷りしたものである。ただ、空刷りによって作られる無地の千代紙も一部にはある。

## 起源
起源については、京都で発明されたとする説が有力であるが、他にも、江戸時代に浮世絵師が作り始めた、同時代に大奥で使われ始めた、戦国時代後期に山内一豊の妻である見性院によって発明された等々、様々な異説・俗説がある。いずれにしても、贈り物の包装紙として用いられた絵奉書（祝儀用書簡）が、木版摺りの技術と結びついて量産化されるようになったものである。武家の女性は贈り物や菓子を包むことに千代紙を使った。

## 京千代紙と江戸千代紙
京都で作られた千代紙を京千代紙、江戸で作られた千代紙を江戸千代紙と言う。
京千代紙は、町人文化が隆盛となる江戸中期以前には平安時代以来の公家伝統の有職文様が主流であったが、町人の需要増に伴って京の風土や年中行事にちなむ文様が新たに考案されていったとされる。京千代紙は江戸千代紙に比して意匠と色使いの渋さを特徴とする。
一方、江戸では町人文化の隆盛が京を凌ぐものとなり、加えて、浮世絵版画の多色摺りの技術が発達したため、やがて京を上回る多様性を持つに至ったという。江戸千代紙には「粋（いき）」に代表される江戸特有の風土に根ざした意匠が多く、その種類は1,000を超える。歌舞伎など芝居をモチーフとした、歌舞伎十八番、隈取、役者紋づくし、定引縞など、美麗な色使いのものが多い。和紙店榛原からは、河鍋暁斎や柴田是真らの下絵による千代紙や団扇が販売された。